# Dischidia cleistantha
Dischidia cleistantha är en oleanderväxtart som beskrevs av Livsh.. Dischidia cleistantha ingår i släktet Dischidia och familjen oleanderväxter. Inga underarter finns listade i Catalogue of Life.